# تلامونیا
تلامونیا (نام علمی: Telamonia) سرده ای از عنکبوت های جهنده است که اولین بار توسط تامرلان تورل در سال ۱۸۸۷ توصیف شد. آنها عنکبوت های رنگارنگی هستند، با الگوهایی که به طور قابل توجهی بین جنس و گونه متفاوت است. دو نوار طولی در امتداد شکم رایج است و کاراپاس اغلب رنگی است. آنها دارای اپیستوزوم باریک و پاهای بلند هستند.